# Кендрі Паес
Кендрі Паес (ісп. Kendry Páez, нар. 4 травня 2007, Гуаякіль) — еквадорський футболіст, півзахисник клубу «Індепендьєнте дель Вальє» та національної збірної Еквадору.

## Клубна кар'єра
Кендрі Паес народився в 2007 році в Гуаякілі. Розпочав займатися футболом в академії Альфаро Морено, потім продовжив заняття в школах клубів «Емелек» і «Патрія». У дорослому футболі дебютував 2023 року виступами за команду «Індепендьєнте дель Вальє», станом на серпень 2024 року зіграв за клуб 40 матчів.
5 червня 2023 року повідомлено, що Кендрі Паес після того, як йому виповниться 18 років, тобто улітку 2025 року, перейде до англійського клубу «Челсі».
15 жовтня 2024 року англійська газета The Guardian назвала його одним з 60-ти найкращих футболістів світу 2007 року народження.

## Виступи за збірну
У 2023 році Кендрі Паес грав у складі молодіжної збірної Еквадору на молодіжному чемпіонаті світу. У 2023 році Паес дебютував також у складі національної збірної Еквадору. У складі збірної брав участь у Кубку Америки з футболу 2024 року в США. Станом на вересень 2024 року зіграв у складі збірної 14 матчів, у яких відзначився 2 забитими м'ячами.